# 斯唐定律
斯唐定律是一个以挪威语言学家克里斯蒂安·斯唐的名字命名的原始印欧语的音位学规则。该规则指出，在词的末尾，当一个喉音(*h₁, *h₂ 或 *h₃)、*y 或 *w 在一个元音之后、在一个鼻音之前，这个音（喉音、*y 或 *w）消失，其前面的元音变为长元音（补偿延长）。
该规则（适用面更窄的形式）还可表示为：*Vwm > *Vːm，*Vh₂m > *Vːm （*V 表示元音，*Vː 表示长元音）。
通常 *Vmm > *Vːm 和 *Vyi > *Vːy 这两条规则也会被加上：
- PIE *dyéwm“天空 sky”（单数宾格形式，acc. sg.）> *dyḗm > 梵语 dyā́m（dyaús 的acc. sg.），拉丁语 diem（也是拉丁语 diēs“日子 day”的来源），希腊语 Ζῆν (Zên)（由荷马希腊语重构为 Ζῆνα Zêna，然后变成 Δία Día），Ζεύς (Zeús) 的宾格
- PIE *gʷowm“牛 cow”(acc. sg.) > *gʷōm > 梵语 gā́m（gaús 的宾格），希腊语 βών (bṓn)（βοῦς (boûs) 的宾格）
- PIE *dom-“房子 house”的单数宾格形式是 *dṓm，而不是 **dómm̥
- PIE *dʰoHn-éh₂“谷物 grain”的经过喉音上色之后的单数宾格形式是双音节的 *dʰoHnā́m，而不是三音节的 **dʰoHnáh₂m̥ > **dʰoHnā́m̥